# Max Waldstein
Max Waldstein (* 30. Dezember 1836 in Dörzbach; † 17. März 1919 in Wien) war ein deutscher Optiker, österreichischer Ministerialbeamter, Schriftsteller und Ehrenbürger der Stadt Bad Ischl. Er war jüdischen Glaubens.

## Familie
Er wurde als Sohn der Eheleute Jakob Waldstein geboren und hatte als Geschwister den späteren Schriftsteller Ludwig (1836–1919), Simon sowie die aus der zweiten Ehe seines Vaters mit Babette Leidesdorf stammende Antonia Passauer (1844–1926) die mit Dr. med. Moritz Passauer verheiratet war und deren Stiftung während des Nationalsozialismus an die heutige IKG überging.

## Werke
- 1883: Bekenntnisse eines Hoftheaterdirektors[5]
- 1883: Bekenntnisse eines Hoftheaterdirektors[6]
- 1885: Aus Wiens lustiger Theaterzeit: Erinnerungen an Josefine Gallmeyer[7]
- 1907: Ein alter Tenorist: Humoristischer Theaterroman aus dem Pariser Leben[8]